# コンティヌウム
『コンティヌウム』（Continuum）は、ジェルジ・リゲティが1968年に作曲したチェンバロ独奏曲。演奏時間は約4分。
小曲だが、リゲティの作品のなかで鍵となる重要性を持つ。

## 概要
『コンティヌウム』は非常に短い持続の音を連続して高速に並べることにより、その音高の変化によって（実際には存在しない）旋律が、同じ音がくり返されることによってリズムが感じられる。リゲティ本人によると、短く途切れた音から構成されながら『アトモスフェール』のように連続音（コンティヌウム）として聞こえる作品を作ろうとした。リゲティは本曲をマウリッツ・エッシャーの騙し絵的な作品と呼んでいる。チェンバロの機構自体の出す騒音も音楽の中に組みこまれている。
リズムのずれを利用したモアレ構造は、すでに1962年の『100台のメトロノームのためのポエム・サンフォニック』で使用されているが、『コンティヌウム』ではすべての音が確定的に記され、生身の人間によって演奏される。
1968年10月にスイスのバーゼルで、アントワネット・フィッシャーにより初演された。
『コンティヌウム』以降、同様の技法は弦楽四重奏曲第2番(1968)の第3楽章、管楽五重奏のための10の小品(1968)の第8曲、オルガンのための2つの習作(1969)の第2曲「流れ (Coulée)」、『ラミフィカシオン』(1969)、室内協奏曲(1970)の第5楽章などにも使われている。
リゲティは1972年にアメリカ合衆国でミニマル・ミュージックを聞き、自分と同様の着想が大西洋の向こうでも使われていることを知って愉快に思った。1976年に書かれた『2台のピアノのための3つの小品』は『コンティヌウム』の騙し絵をさらに発展させたもので、とくに第2曲「ライヒとライリーのいる自画像（背景にショパンもいる）」は『コンティヌウム』のセルフ・パロディになっている。

## 音楽
チェンバロは2段鍵盤と8フィート、4フィート（1オクターブ上）、16フィート（1オクターブ下）のストップを必要とする。
曲は常にプレスティッシモで、楽譜の指定によると全曲（最後の長い休符を除く）が4分未満におさまるように演奏しなければならない。音符はまれに伸ばしがあるが、ほとんどは同じ長さの非常に短い音符を両手で演奏し、最後以外休符は存在しない。上下各鍵盤では同時に1つの音しか出さない。
曲は5つの部分に分けられる。
1. まず上鍵盤で変ロとトの短三度離れた2音を、下鍵盤で逆にトと変ロの2音をくり返して演奏する。曲が進むにつれて音の数は3音、4音、5音と増えていくが、上鍵盤は下降、下鍵盤が上昇する。音数の増えるタイミングが上下の鍵盤で異なるために非常に複雑に聞こえる。その後ふたたび4音、3音と減り、嬰ヘと嬰トの長二度の2音のくり返しになる。
2. ふたたび音数が増えはじめるが、今度は上昇した後に下降するため4音、6音、8音のように増えていく。音階練習しているようにも聞こえる。
3. 突然曲調が変わって上鍵盤のロと嬰ヘの完全五度の2音のくり返しになる。やがて下鍵盤による低音が加えられ、最初と同様に音数が増えていくが、それと同時に上鍵盤は音が高く、下鍵盤は低くなっていく。
4. 4フィート・8フィート・16フィートのすべてのストップを使用して華やかなクライマックスを作る。この部分ではアルペッジョ風の音型が使われる[8]。
5. 4フィートのみを使用した非常に高い音をくり返す。じょじょ音数が減っていって変ヘと変ホの2音のくり返しに収束、ついには変ヘの1音(F♭7)のみをくり返す。

## 編曲
ピエール・シャリアル (fr:Pierre Charial) によるバレルオルガン用の編曲（1970年）と、ユルゲン・ホッカーによる2台のプレイヤー・ピアノ用の編曲（1970年）がある。